# Moravany nad Váhom
Moravany nad Váhom (Hongaars:Moraván) is een Slowaakse gemeente in de regio Trnava, en maakt deel uit van het district Piešťany.
Moravany nad Váhom telt 2041 inwoners.